# (500637) 2012 VJ1
(500637) 2012 VJ1 es un asteroide perteneciente al cinturón de asteroides, región del sistema solar que se encuentra entre las órbitas de Marte y Júpiter, más concretamente a la familia de Eos, descubierto el 2 de noviembre de 2012 por el equipo del Pan-STARRS desde el Observatorio de Haleakala, Hawái, Estados Unidos.

## Designación y nombre
Designado provisionalmente como 2012 VJ1. 

## Características orbitales
2012 VJ1 está situado a una distancia media del Sol de 3,021 ua, pudiendo alejarse hasta 3,263 ua y acercarse hasta 2,778 ua. Su excentricidad es 0,080 y la inclinación orbital 11,63 grados. Emplea 1918,08 días en completar una órbita alrededor del Sol.

## Características físicas
La magnitud absoluta de 2012 VJ1 es 16,9. 